# Arrhenatherum phaenoneuron
Arrhenatherum phaenoneuron là một loài thực vật có hoa trong họ Hòa thảo. Loài này được (C.E. Hubb.) Potztal mô tả khoa học đầu tiên năm 1968.